# Wackstower See
Der Wackstower See ist ein See 1200 Meter westlich von Bollewick auf der Grenze zu Bütow im Landkreis Mecklenburgische Seenplatte in Mecklenburg-Vorpommern. Das Gewässer hat eine Größe von 3,6 Hektar und liegt auf 65,2 m ü. NHN. Der Durchmesser des annähernd runden Sees beträgt 200 Meter. Zuflüsse sind einige Gräben, einer davon vom Karchower See, ein Graben entwässert in die Müritz. Die Ufer sind von einem breiten Sumpflandgürtel umgeben, daran schließt auf allen Seiten Wald an. Benannt ist der See nach der Wüstung Wackstow, die erhöht über dem Gewässer etwa 430 Meter nordwestlich liegt. In geringer Entfernung verläuft die stillgelegte Bahnstrecke Ganzlin–Röbel.

## Nachweise
1. ↑  Geodatenviewer des Amtes für Geoinformation, Vermessungs- und Katasterwesen Mecklenburg-Vorpommern (Hinweise)